# Dissomia uniparental
A dissomia uniparental (UPD) ocorre quando uma pessoa recebe duas cópias de um cromossomo, ou de parte de um cromossomo, de um dos pais e nenhuma cópia do outro.[1] A UPD pode ser o resultado de heterodissomia, na qual um par de cromossomos não idênticos é herdado de um dos pais (um erro na meiose I, em um estágio anterior) ou isodissomia, na qual um único cromossomo de um dos pais é duplicado (um erro na meiose II, em um estágio posterior). A dissomia uniparental pode ter relevância clínica por várias razões. Por exemplo, tanto a isodissomia quanto a heterodissomia podem interromper a impressão genômica específica dos pais, resultando em distúrbios de impressão. Além disso, a isodissomia leva a grandes blocos de homozigose, o que pode levar à descoberta de genes recessivos, um fenômeno semelhante ao observado em crianças consanguíneas de parceiros consanguíneos.
A UPD ocorre em cerca de 1 em 2 000 nascimentos.